# Megalomina berothoides

Megalomina berothoides är en insektsart som först beskrevs av Robert McLachlan 1869.
Megalomina berothoides ingår i släktet Megalomina och familjen florsländor. Inga underarter finns listade i Catalogue of Life.